# Marchantia peruviana
Marchantia peruviana là một loài Rêu trong họ Marchantiaceae. Loài này được (Nees & Mont.) Mont. mô tả khoa học đầu tiên năm 1846.